# ココロコネクト
『ココロコネクト』（kokoro connect）は、庵田定夏によるライトノベルシリーズ。イラストは白身魚が担当し、ファミ通文庫（エンターブレイン）より、2010年1月から2013年9月まで刊行された。また、これを原作としたドラマCD・漫画・テレビアニメ・ゲーム化といったメディアミックス展開が行われた。

## 概要
庵田定夏のデビュー作。公式略称は「ココロコ」。
第11回エンターブレインえんため大賞小説部門特別賞受賞作（受賞時のタイトルは「ヒトツナガリテ、ドコヘユク」）。2010年1月に『ココロコネクト ヒトランダム』の刊行以降、シリーズ作品となる（『ココロコネクト』シリーズ）。
メディアミックスとして、2010年10月よりCUTEG作画によるコミカライズが『ファミ通コミッククリア』で連載開始。2011年2月にドラマCD化され、同年10月にドラマCD第2弾とアニメ化が決定した。テレビアニメは2012年7月から9月まで放送された。この他、ゲーム化などの様々な展開が為されている。
「このライトノベルがすごい！2011」で2010年度の作品ランキングで14位、新作ランキングで1位になった。「みんなで選ぶベストラノベ2011」では感想部門で3位を獲得している。「電子書籍アワード2013」ライトノベル部門では8位を獲得している。2016年10月時点でシリーズ累計部数は120万部を突破している。
エピローグに当たる最終巻「プレシャスタイム」発売後、ファミ通文庫の「FBonline ココロコネクト完結記念特集」において作者の庵田定夏は作家として執筆を続けることを宣言している。また「ココロコネクトで一つの青春は終わったけれど、次の青春が始まります。まだまだ作家はやめません」と述べた。2014年8月30日に「アオイハルノスベテ」の発売が決定している。イラストは引き続き白身魚が担当。8月1日より先行短編が無料公開されている。

## あらすじ
私立山星高校に通う桐山唯と青木義文は、ある日の夜中に一時的に、互いの魂が入れ替わる現象を体験する。夢か現実か気になった2人は、文化研究部の仲間である八重樫太一、永瀬伊織、稲葉姫子に相談するが、冗談話と思われ、ちゃかされてしまう。数時間後に太一と伊織の体が再び入れ替わり、話が本当だと信じた2人は文化研究部へ戻り、副部長の稲葉に体が入れ替わったことを説明する。話が信じられない稲葉は、真実を確かめるため伊織（太一）と太一（伊織）の2人に、本人しか知らない質問をして表情で判断し、ようやく話を信じる。かくして、人格が入れ替わりながらも日常生活を送るが、この現象は〈ふうせんかずら〉という謎の存在による実験であった。
紆余曲折を経て、5人は無事に『人格入れ替わり現象』を乗り越える。しかし、そこにはまた新しい現象が起こる。その名も・・・『欲望解放』。・・・体が勝手に、動き出す!?
そんな矢先に、太一は唯と青木が補導されたという事実を知る。果たして、文研部はこの事態を乗り越えられるのか？

## 登場人物
担当声優はドラマCD版・テレビアニメ版共通。

### 文化研究部
八重樫 太一（やえがし たいち）
声 - 水島大宙
本作の主人公。文化研究部部員。中学時代は野球部に所属していた。プロレスが大好きで、入部届けを出す前までは「プロレス研究会」を立ち上げようとしていた。姫子から「クソプロレスオタク」にして「自己犠牲野郎」と言われている。真面目で正直な性格な故に、他人がダメージを負って苦しんでいるのを見ていられず、他人が嫌な思いをするならば自分が代わりに背負えばいいと思っている。
永瀬 伊織（ながせ いおり）
声 - 豊崎愛生
本作のヒロインの一人。文化研究部部長。パッチリとした二重の双眸、すっと通った鼻梁、若干丸顔気味の整った顔立ちで、肌は白く澄んで潤いに満ちている美少女。一年生の時は後ろに髪を括っていたが、二年生の頃から髪を伸ばし始めた。また、一年生の頃にミス・山星高校に選ばれた。口元にホクロがある。自分を見失う前は他人の望むことを見破るのが得意だった。可愛い物好きで、『時間退行』によって起きた稲葉の幼い姿には唯と共に目を輝かせるほど気に入っていた。唯ほどではないが運動神経は抜群である。
主に明るい性格であり場を盛り上げている。現象には迷惑していたが、本当の自分が分かると思い『欲望解放』以降の実験には期待していた。この事から稲葉は一番危うく不安定な人間だと思っている。
稲葉 姫子（いなば ひめこ）
声 - 沢城みゆき
本作のヒロインの一人。文化研究部副部長。艶のあるセミロングでストレートの黒髪、切れ長の目と長い睫毛を持つ凛とした顔立ちのため、高校1年生とは思えないほど大人びた印象と全体的に超然とした雰囲気が相まっているため、少々近寄り難く取っ付きにくい風貌。頭脳明晰である。家庭は裕福なのか住んでいる家はかなりの豪邸。着席時の姿勢が背中に何かの特殊な器具を取り付けているのではないかと疑ってしまうほど姿勢が良い。
性格は男勝りで思ったことをズバズバ言うクールビューティー。事態の完全掌握を信条とし、必要とあればどんなことでも己の力で成し遂げようとする。失敗は絶対にしたくない完璧主義者であり、文研部内でリーダーシップを取ることも多い。また恋愛に臆病で、恋愛から拗れ友情が壊れることを恐れている。
『このライトノベルがすごい！』女性キャラクター部門では2012年版で6位、2013年版で3位を獲得している。

桐山 唯（きりやま ゆい）
声 - 金元寿子
文化研究部部員。明るい栗色のしっとりとした艶のあるロングヘアー。キリッとした眉に、多少つり気味の力強そうな瞳で小柄な体格だがしなやかで引き締まった肉付きをし全体的に活発な印象がある。可愛いものが大好きであり、入部届けに「ファンシー部」と書いて提出した。また『時間退行』に起きた稲葉の幼い姿には目を輝かせるほど気に入っていた。中学の時、男に襲われかけ男性恐怖症になったが、太一の励ましにより治りつつある。中学時代までは空手一筋で神童とまで言われていたが、高校ではやめている。
青木 義文（あおき よしふみ）
声 - 寺島拓篤
文化研究部部員。軽くパーマがかけられた少し長めの髪の持ち主。いつもへらへらした感じの笑顔を浮かべ全体的に気怠げだが話しかけやすそうな印象を持つほっそりとした長身優男体格。リアクションが情けないためか、いつもメンバーから弄られる。「楽しければOK」をモットーとしており、常に全力で生きている。授業中では良く寝ており赤点が多く稲葉曰く「アホ木」。昔は今と違う性格であったらしいが、様々なことを我慢し一生懸命努力していた知り合いがあっけなく命を落としたことで人生観が大きく変わり、今の性格が形成されたという経緯をもつ。唯を見かけるたびに好きだと連呼するが全く相手にされていない。
宇和 千尋（うわ ちひろ）
声 - 豊永利行
文化研究部部員で太一達の後輩。アシンメトリーのさっぱりした髪型の、クールで綺麗な顔立ちの中性的な容姿の持ち主。細身だが空手をやっているためか筋肉もありバランスのいい体格をしている。目は鋭く尖った印象があり、目付きが悪いとも凛々しいとも言える。耳にピアスを付けている。唯と同じ空手道場に通っていた。
どこか冷めた部分があり、少し捻くれた性格をしていたが、文研部を通して少しずつ素直な面が増えてきている。また、紫乃からは「ツン八：デレ二のツンデレキャラ」と言われている。
円城寺 紫乃（えんじょうじ しの）
声 - 東山奈央
文化研究部部員で太一達の後輩。くりくりとした目に、顔も仕草も子犬を思わせる小動物みたいな少女。おでこが出ているふわっとした茶髪のミディアムのボブカットで、身長は唯と同じくらいで小柄。
マイペースで天然な性格をしており、スリーテンポほど周りの状況に気づくのが遅い。千尋からは「馬鹿ではないが、間抜け」と思われている。文研部を「リア充の集まり」と言うなど、元々毒舌のセンスがあったが、稲葉の伝授により腕を上げている。体力が無い。
加藤 拓海（かとう たくみ）
新1年4組所属。文研部の新入部員。

### 私立山星高校
藤島 麻衣子（ふじしま まいこ）
声 - 伊藤静
後ろは纏め上げ、前は持ち上げおでこを出すスタイルの髪型に、キラリと輝く眼鏡がトレードマークの少女。父は上位の警察官。
1年生における太一の所属クラスの学級委員長。『ヒトランダム』以降、元々高かったカリスマ的指導力を開花させ、同級生の恋の相談を多く引き受けるなどクラスで大きな影響力を誇っている。通称「恋愛マスター」で、自称「愛の伝道師」。
両刀であり、伊織に好意を持っている。しかし本人曰く、果たす使命ができたので優先順位的に伊織のことは1番ではなくなっている。短編では同性愛を勧めたり、勝手に姫子の相談に乗るなどギャグキャラとして活躍している。
渡瀬 伸吾（わたせ しんご）
声 - 小野友樹
ツンツンとしたウルフヘアーのイケメンで、異性にモテる。サッカー部に所属しており、次期エース候補。麻衣子に好意を持っており、太一からは「麻衣子の女王気質が好きなドM」と言われている。
伊藤（いとう）
声 - 徳本英一郎
伸吾の親友。眼鏡を掛けている。
中山 真理子（なかやま まりこ）
声 - 赤﨑千夏時珍しいツインテールが似合う少女。伊織の親友。書道部所属であり、自分の半径5キロ以内は常に書道が大流行していると思い込んでいる。太一曰く「清々しくて気持ちのいい奴」。石川と付き合っている。
瀬戸内 薫（せとうち かおる）
声 - 上坂すみれ
2年生における太一の所属クラスの学級委員長。前に好きだった人が不良であり、1年生の頃は髪を茶色に染め、自身も不良ぶっていた。しかし根は真面目である。
三原（みはら）、三木谷（みきたに）
声 - 藤井ゆきよ（三原）、野村香菜子（三木谷）
薫グループの一人。伊織を嫌っている。
音川（おとかわ）
声 - 野村香奈子
黒髪のツインテールの少女。黒髪ショートに変えた薫に可愛いと褒めた。なお後ろ姿での登場となるため素顔は不明。
城山 翔斗（しろやま しょうと）
声 - 市来光弘
今時希少種なさわやか美形で、物腰が柔らかい。一人称は「僕」。からかい半分でクラス内で「王子」と呼ばれている。ジャズバンド部所属。伊織に好意を持っている。
栗原 雪菜（くりはら ゆきな）
声 - 石原夏織
ウェーブのついた明るく染めたカラッとした雰囲気が特徴的。唯と海道の親友。陸上部所属。
海道（かいどう）
声 - 山崎はるか
ロングでストレートの黒髪。おしとやかな性格。唯と雪菜の親友。アニメ版では、唯の親友としてもう1人、眼鏡娘の少女（名前は不明）が登場している。
大沢 美咲（おおさわ みさき）
声 - 井口裕香
ショートカットがよく似合う、長身のスポーツ少女。陸上部に所属しており、ハードル走を専門としている。中学は女子校であり、そのときにいろいろあったらしく女でもアリという考え方をしている。
後藤 龍善（ごとう りゅうぜん）
声 - 藤原啓治
物理教師で文化研究部の創設者および顧問。年齢は二十代半ば。フランクで親しみやすい教師を目指しているため生徒たちに「ごっさん」と呼ばせているが、姫子からは見下されており「後藤」と呼び捨てにされている。生徒たちからは人気が高く、文化研究部の5人のことも信頼している。ジャズバンド部の臨時アドバイザーであり、当人の楽器の腕前も高く一通りの楽器は平均以上の演奏が出来る。またサックスの腕前は特に秀でており、かつてプロへお誘いがかかったほどである。
石川 大輝（いしかわ だいき）
野球部所属で、太一の友人。恋愛に関しては少し奥手。中山と付き合っている。
香取 讓二（かとり じょうじ）
勉強もスポーツもできる生徒会会長。生徒会と生徒会執行部を取りまとめている。
曽根 拓也（そね たくや）
太一の友人で漫画研究部所属。体型は少しぽっちゃりしていて、性格は温厚。
宮上 啓介（みやがみ けいすけ）
太一の友人で写真部所属。彼女をつくるため、最新の流行を追いかけている。
紀村 一鉄（きむら いってつ）
千尋と紫乃の友人。テニス部所属のお調子者。太一を崇拝している。
下野 知博（しもの ともひろ）
千尋と紫乃の友人。気だるそうな態度でいることが多い。
多田 悟（ただ さとる）
千尋と紫乃の友人。チャラけているが実は熱いところも。
東野 道子（とうの みちこ）
千尋と紫乃の友人。男女分けへだてなく話せる。
奥 智美（おく ともみ）
千尋と紫乃の友人。とくに紫乃とは親しい。

### その他の人物
八重樫 莉奈（やえがし りな）
声 - 大亀あすか
太一の5歳年下の妹。小学5→6年生で、通学では赤いランドセルを背負ってる。緩くウェーブのかかった髪をしていて、小学生としては少し大人びている。舌足らずな口調で話す。兄の太一の事は気に掛けており、バレンタインのチョコをあげたり、沈んでいる時に励ましたりしている。
永瀬 玲佳（ながせ れいか）
声 - 田中敦子
伊織の母親。母子家庭でバツ5。肌が白く透明感があり、非常に若く見える綺麗な女性。疲れ気味で、朝よく寝坊することが多い。伊織には優しいが、怒らせると怖い。
伊織の義父
声 - 松山鷹志
アニメ版に登場。名前は不明。玲佳の二番目の元夫。口が悪く乱暴で、言葉の暴力を振るうが、直接手を出すことはない。伊織がトラウマの元凶となった人物。
桐山 杏（きりやま あんず）
声 - 佐倉綾音
唯の妹。千夏の友人で唯より背が高い。栗色のショートボブカットが活発な印象を与える髪型をしている。唯のことを慕っており、空手をやっている唯のことが大好きであったが、唯がなぜ空手を辞めたのかわからないでいた。唯曰く、「根は良い子だけどたまに思い込みが激しくなる」とのこと。
三橋 千夏（みはし ちなつ）
声 - 内田真礼
杏の友人。空手をやっており、唯のライバル。昔、唯と交わした約束があったが、中学2年生の時に親が離婚してしまい、母親と共に引っ越しをしてしまった。唯が空手を辞めたことを認めていなかったが、後に和解し唯の親友となり、お互いに下の名前で呼んでいる。
西野 菜々（にしの なな）
声 - 戸松遥
青木の元彼女で同い年。唯と非常に容姿が似ているが唯より体はいくらか大きく髪型がセミロングでヘアピンの位置が唯と逆向き。元々ロングだったが、年末に切ったらしい。引っ越す前は青木の家の近くに住んでいて、小学校は私立に通っていた。青木と親しくなったのは小学3年か4年頃で、中学時代に青木と付き合っていた。中学1年の終わりに親の都合で引っ越してからは年賀状をやり取りするくらいになった。

### 実体の無いキャラクター
〈ふうせんかずら〉
超常現象を引き起こす謎の存在。主にごっさん、たまに伊織に乗り移る。超常現象を実験と称し、面白いことを見るために文化研究部に『人格入れ替わり』『欲望解放』『感情伝導』を起こした。その後千尋に対し自身の能力を貸し、間接的に操った。一つの実験を一ヶ月ほど続ける。全体的に覇気が感じられず、重要な部分を言わずにヒントだけを与え様子を見たり、人間の死に対しはったりをかますなど理不尽・無茶苦茶な行動をする。しかし根っからの悪でもなく『人格入れ替わり』の実験が終わった後お礼に手土産としてケーキを持参するなどの気遣いを見せている。十分に面白いものを見たり、現象に慣れてきたりすると実験を終わらせる。身体能力が非常に高く、空手チャンピオンの唯でさえ歯が立たないくらいに強く、アクション映画ばりのスタントをやって文研部の部室に侵入したりした。
〈二番目〉
「カコランダム」「ユメランダム」「アスランダム」に登場。〈ふうせんかずら〉同様、謎の存在。「カコランダム」にて文化研究部に『時間退行』を起こさせた。〈ふうせんかずら〉とは違い、女性にしか乗り移らず主に平田涼子に乗り移っている。また、言うべきことを簡潔に短く話すタイプで自由気ままに行動する。質問にはまともに返答せず、脅迫ともとれる警告をしてくる。
〈三番目〉達
「アスランダム」で登場。現象の記憶を1年以上持ち続けた太一達文研部の記憶を消すために、太一達に『記憶抹消』をしようとする。話し方はどんよりしているが、〈ふうせんかずら〉と〈二番目〉と比べてはっきりしている。複数の〈ふうせんかずら〉が存在している。

## 用語
私立山星高校（しりつやまぼしこうこう）
本作の舞台となる高校。部活動加入が義務づけられているが、基本的に校則は緩い。学校側の意図としては、生徒が部活動に励むことで非行に走る原因を減らし、その代わりに校則をガチガチにしないで自立性を育てることである。そこそこの進学校で、校風がいい。
文化研究部（ぶんかけんきゅうぶ）
通称「文研部」。部長は永瀬伊織、副部長は稲葉姫子（実質的に稲葉が代表）、顧問は後藤龍善。主な活動場所は、部室棟4階の401号室。部活動決めの際、自分で部活を作ろうとしたり、判断を教師に任せたり、他の部と衝突したりした生徒5人が合体して出来上がったイレギュラーななんでもありの部活で、毎月『文研新聞』を作る以外は各自自由に過ごしている。
『人格入れ替わり』
『ヒトランダム』『アスランダム』で起こる現象。〈ふうせんかずら〉と〈三番目〉達の企み。起こる人物、場所、時間はすべてランダムである。最初は目の前が真っ暗になり、突然意識を失ったかような感じに倒れるが、慣れてくると一瞬驚く程度になる。
『欲望解放』
『キズランダム』『アスランダム』で起こる現象。〈ふうせんかずら〉と〈三番目〉達の企み。何かの欲望＝そうしたいと思っているときに起こる。副作用として『欲望解放』が起こる直前声が聞こえる。
『時間退行』
『カコランダム』で起こる現象。〈二番目〉の企み。太一以外の4人の誰かがランダムで幼くなる。起きる時間は午後0時〜午後5時までの5時間で、現象の後は、その間の記憶は無いが当時の記憶が蘇ってくる。どれだけ幼くなるかはランダム。『カコランダム』が起こる直前体が熱くなる。
太一が〈二番目〉の存在を仲間に明かした場合は、太一を含む5人がランダムで幼くなり起きる時間も無期限になる。
『感情伝導』
『ミチランダム』『アスランダム』で起こる現象。〈ふうせんかずら〉と〈三番目〉達の企み。感情（心の声）が他の人に伝わる。起こる人物、何人に伝わるかはランダム。起こった人物は誰に伝わったのかがわかるが、『感情伝導』によって受信した側は、自分以外に誰に伝わったのかはわからない。
『幻想投影』
『ニセランダム』で起こる現象。〈ふうせんかずら〉によって力を与えられた千尋による企み。千尋が指定した条件になぞって、千尋の外見・声・雰囲気などをその人間に錯覚させる。文研部5人を含む全ての人間に変身出来るが、一対一でしか使えない。また千尋が状況に合わせて変身するため、厳密に言うとランダムではない。なお、『幻想投影』という名前は千尋が付けた。
『夢中透視』
『ユメランダム』で起こる現象。〈ふうせんかずら〉の企み。文研部以外の山星高校生徒全員の願い、望みを『夢』という形で見ることができる。起こる人物、時間、誰の『夢』を見ることができるかはランダム。『夢中透視』の力を使うと発生する回数が増える。なお、『夢』を見られた側は、文研部の誰かに見られたことには気づかない。〈ふうせんかずら〉曰く、ボーナスステージ。
『記録抹消』
本来なら1回の現象後に行われていなければいけない動作で、『アスランダム』で太一達に発生しようとしている。
なお、実験者側である〈ふうせんかずら〉の記憶も同時に消去させられる。
忘れるのは現象のことだけで、普通ならそこまで支障はない。が、太一達のように1年以上記憶を持ち続けていると大掛かりな作業になるため、長期的な準備をしなければならない。その前触れとして、急に相手の名前を忘れてしまったりする。
『強制終了』
『ニセランダム』の太一と唯、『アスランダム』の大沢美咲の状態。
『記録抹消』とは違い、現象に関わった人間との関係も忘れてしまう。
『強制終了』を発動させるタイミングは、現象が外部に漏れたり、社会的に問題になるor心が完全にやられて『大ごと』になったり、なにかそれ以上進むと『何事もなかったかのように修復するのが困難になる』と判断された時に発動される。大沢美咲は心が完全にやられてしまって大ごとになってしまったため〈三番目〉達に『強制終了』された。
『孤立空間』
『アスランダム』で太一達の『記憶抹消』と並行して〈三番目〉達が作った異次元空間。
姿形は全く現実と同じであるが、携帯電話等々の電波は繋がらない、完全に孤立した空間。
『孤立空間』の中では衣服が汚れたり、空腹になる事が無い。現実と孤立している為、周囲に暗示を掛ける必要が無く、周囲の事を気にする必要無く現象を起こし放題にやれるため、実験には最適な空間である。
『孤立空間』での実験が終了したら、『孤立空間』で起こった出来事や記憶を全てを消す事は勿論、太一達が過去に『現象』によって起きた出来事まで完全に記憶を抹消される。また、『孤立空間』の中で『強制終了』になった場合、別の空間に飛ばされ、『孤立空間』が終了するまで別の空間で過ごす事になる。
『未来予知』
PSP用『ココロコネクト ヨチランダム』で起こる現象。〈ふうせんかずら〉の企み。文研部の部員に関する未来の出来事が映像として映し出される。映像を見る人物、時間、場所はランダムである。
最初は1時間以内に起こる出来事が見えるが、数を重ねていくと徐々にもっと後に起こる未来が見えるようになる。基本的にはいつも通りの日常を送っていれば『未来予知』で見た映像が現実となるが、やり方次第では『未来予知』で見た映像を現実から回避する事が出来る。

## 既刊一覧

### 小説
- 庵田定夏（著）・白身魚（イラスト）、エンターブレイン〈ファミ通文庫〉、全11巻

| FB Online掲載作品                           |                                   |                                |                                       |
| タイトル                                    | 掲載号                            | 時系列上の位置づけ             | 備考                                  |
| 「スクープ写真の正しい使い方」              | 『FB Online』2010年2月号掲載      | ヒトランダムの前               | 『ココロコネクト クリップタイム』収録 |
| 「桐山唯の初体験」                          | 『FB Online』2010年6月号掲載      | ヒトランダムとキズランダムの間 | 『ココロコネクト クリップタイム』収録 |
| 「稲葉姫子の孤軍奮闘」                      | 『FB Online』2010年8月号掲載      | キズランダムとカコランダムの間 | 『ココロコネクト クリップタイム』収録 |
| 「ココロコネクト ファーストエンカウンター」 | 『FB Online』2011年11号・12号掲載 | ヒトランダムの前               | 『ココロコネクト ステップタイム』収録 |
| 「ココロコネクト ふたりぼっちの友情」       | 『FB Online』2011年11号・12号掲載 | ヒトランダムの前               | 『ココロコネクト ステップタイム』収録 |

### 漫画
2010年10月22日から2013年8月23日より『ファミ通コミッククリア』にて連載された全5巻。作画はCUTEG。連載初期のタイトルは『ココロコネクト ヒトランダム』。
- 庵田定夏（原作）・白身魚（キャラクター原案）・CUTEG（作画）、エンターブレイン〈ファミ通クリアコミックス〉、全5巻

| タイトル            | 発売日         | ISBN              |
| ------------------- | -------------- | ----------------- |
| ココロコネクト（1） | 2011年5月14日  | 978-4-04-727267-5 |
| ココロコネクト（2） | 2011年12月15日 | 978-4-04-727691-8 |
| ココロコネクト（3） | 2012年7月14日  | 978-4-04-728174-5 |
| ココロコネクト（4） | 2013年3月30日  | 978-4-04-728627-6 |
| ココロコネクト（5） | 2013年9月14日  | 978-4-04-729133-1 |

### アンソロジーコミック
エンターブレインより発売。
| タイトル                          | 発売日        | ISBN              |
| --------------------------------- | ------------- | ----------------- |
| マジキュー4コマ ココロコネクト(1) | 2012年7月25日 | 978-4-04-728202-5 |
| マジキュー4コマ ココロコネクト(2) | 2012年9月25日 | 978-4-04-728439-5 |

### ココロコネクト ON AIR
2012年6月30日より『娘TYPE』にて連載。作画はな！。
| タイトル              | 発売日        | ISBN              |
| --------------------- | ------------- | ----------------- |
| ココロコネクト ON AIR | 2013年3月30日 | 978-4-04-120520-4 |

## ドラマCD
ファミ通文庫ドラマCD「FB CollectDrama」シリーズより発売。
| タイトル                                | 発売日付      |
| --------------------------------------- | ------------- |
| 『ココロコネクト 夏と水着と暴風雨』     | 2011年2月16日 |
| 『ココロコネクト 春とデートと妹ごっこ』 | 2012年1月6日  |

スタッフ
- 原作&シナリオ原案 - 庵田定夏
- 脚本 - 志茂文彦
- ジャケットイラスト - 白身魚
- パッケージデザイン - Aether Design Inc.
- 協力 - 金子逸人、ファミ通文庫編集部

## テレビアニメ
2012年7月から9月まで放送された。テレビ放送全13話 + OVA4話の計17話。
OVAの第14話 - 第17話は、2012年末と2013年始にAT-Xで一挙放送された。また、2013年2月からAT-Xで、OVAを含む全17話が放送された。2013年11月にも全17話が再放送されている。
声優・市来光弘を「ココロコネクト宣伝部長」として全国主要都市を巡るイベント「ココロコネクト トチランダム」が、アニメ本放送に合わせて実施されていた。なお、市来は本放送第13話には出演していないが、第14話以降に出演している。宣伝部長就任に際してのトラブルについては後述の「プロモーション企画における騒動」を参照。
原作には特に具体的な舞台は設定されていないが、アニメ版ではより現実感を持たせるため、神奈川県横浜市都筑区を主な舞台としており、協力には横浜フィルムコミッションや同市磯子区の横浜学園高等学校がクレジットされている。
ニコニコ動画の戦国大戦界生祭！と月刊アルカディア10月号で、セガのATCG『戦国大戦 -1582 日輪、本能寺より出づる-』とのコラボが発表された。
BD / DVDでは製作の都合上、主題歌が初回放送時とは異なる楽曲に変更されることが発表されている。オープニング映像・エンディング映像自体には変更はなし。ネット配信版でも2012年12月現在、同様の処置が行われている。変更に関しての公式説明は「制作の都合上」のみ。なお、同時期に、初回放送時の主題歌を歌ったeufoniusのメンバーがTwitter上での舌禍で当面の活動休止を発表しているが、こちらに関しての言及は無い。

### プロモーション企画における騒動
本作のキングレコード側プロデューサーである山中隆弘が主体となり企画・実行されたプロモーションの内容が、声優の市来光弘を対象にした視聴者視点からはいじめ・パワーハラスメントともとれる偽オーデションや低周波治療器の目的外使用等の行為であったことに対し、「配慮の欠けた演出によりこちらの企画意図を伝えられなかった」 とした上で番組公式HPでの二度の謝罪文掲載、市来を含めたプロモーションに関わった出演声優によるブログでの謝罪文掲載、『ココロコネクト 文研新聞 〜ラジオ版〜』の一時休止等に至る騒動に発展した。
いじめやパワハラではないかという点に関しては、騒動後に掲載された市来による謝罪文の中では「最初は動揺もしたが、現在はイジメやパワハラとは思っていない」と述べている。
また、製品として発売されたBD / DVDのパッケージやブックレットにおいて、第1巻から第7巻の全巻でメインスタッフ一覧の中から「プロデューサー：山中隆弘」がなくなっている。収録映像上のクレジットに変更はない。ブックレット16ページの「PACKAGE STAFF」の項目で「Producer/Director:山中隆弘(KINGRECORDS)」と書かれている。これが異動であるのかなど、公式の発表などは特にない（今作での発言や活動もイベントが主であり、雑誌でのコメントもジャイアニズムVol.3のみとされ、スタッフや声優など関係者からの関連する発言もほとんどないため、詳細は不明である。アニメ誌のインタビューなどは声優、もしくは川面真也監督が務めている）。

### スタッフ
- 原作 - 庵田定夏（ファミ通文庫/エンターブレイン発行）[58]
- キャラクター原案 - 白身魚[58]
- 総監督 - 大沼心[58]
- 監督 - 川面真也[58]
- シリーズ構成・脚本 - 志茂文彦[58]
- キャラクターデザイン - 赤井俊文[58]
- 色彩設計 - 木幡美雪[58]
- 美術監督 - 松浦隆弘[58]
- 撮影監督 - 山田和弘[58]
- 編集 - 吉武将人[58]
- 音響監督 - 亀山俊樹[58]
- 音楽 - 三澤康広[58]
- 音楽制作 - スターチャイルドレコード[15]
- プロデューサー - 高山昌子[59]、山中隆弘[59]
- アニメーションプロデューサー - 金子逸人[59]
- アニメーション制作 - SILVER LINK.[15]
- 製作 - 私立山星高校文研部[15]

### 主題歌
オープニングテーマ
「パラダイム」（初回放送版 ヒトランダム、キズランダム〈第1話 - 第10話〉）
作詞 - riya / 作曲・編曲 - 菊地創 / 歌 - eufonius
「キモチシグナル」（ネット配信版・BD/DVD版・AT-X再放送版 ヒトランダム、キズランダム）〈第1話 - 第10話〉）
歌・作詞 - 堀下さゆり / 作曲・編曲 - 水谷広実
「キミリズム」（カコランダム、ミチランダム〈第12話 - 第13話、第15話 - 第17話〉）
作詞 - うらん / 作曲・編曲 - 水谷広実 / 歌 - 今井マサキ
エンディングテーマ
「ココロノカラ」（ヒトランダム〈第1話 - 第5話〉）
作詞・作曲 - nyanyannya / 編曲 - Team.ねこかん[猫] / 歌 - Team.ねこかん[猫] featuring. 天乙准花
BD第1巻「ヒトランダム 上」の特典CDに収録。
「Cry out」（キズランダム〈第6話 - 第10話〉）
作詞・作曲 - nyanyannya / 編曲 - Team.ねこかん[猫] / 歌 - Team.ねこかん[猫] featuring. atsuko
BD第3巻「キズランダム 上」の特典CDに収録。
「Salvage」（カコランダム〈第11話 - 第13話〉）
作詞・作曲 - nyanyannya / 編曲 - Team.ねこかん[猫] / 歌 - Team.ねこかん[猫] featuring. 片霧烈火
「I scream Chocolatl」（ミチランダム〈第14話 - 第17話〉）
作詞 - nyanyannya / 作曲 - sham / 編曲 - Team.ねこかん[猫] / 歌 - Team.ねこかん[猫] featuring. Lia
挿入曲
「ミルクセーキ」（第17話）
歌・作詞 - 堀下さゆり / 作曲・編曲 - 水谷広実

### 評価
「読者が選ぶ2012年好きキャラ大賞」では「COOLだったで賞」で稲葉姫子が7位、「HOTだったで賞」で八重樫太一が10位をそれぞれ獲得している。

### 各話リスト
| 話数 | 編           | サブタイトル                           | 絵コンテ           | 演出     | 作画監督                                                          | 総作画監督                     |
| ---- | ------------ | -------------------------------------- | ------------------ | -------- | ----------------------------------------------------------------- | ------------------------------ |
| #1   | ヒトランダム | 気づいた時には始まっていたという話     | 川面真也           | 川面真也 | 野田めぐみ、大島美和                                              | -                              |
| #2   | ヒトランダム | なかなか面白い人間達                   | 細田直人           | 神保昌登 | 瀧原美樹、出野喜則 高橋克之、堤谷典子 氏家嘉宏                    | 渡辺亜彩美 野田めぐみ          |
| #3   | ヒトランダム | ジョバーとローブロー                   | 島津裕行           | 永岡智佳 | 松下郁子、井嶋けい子 木下ゆうき                                   | 渡辺亜彩美 堤谷典子 野田めぐみ |
| #4   | ヒトランダム | 二つの想い                             | 花札虎南           | 福多潤   | 佐藤麻里那、竹森由加                                              | 堤谷典子                       |
| #5   | ヒトランダム | ある告白、そして死は……                 | 二瓶勇一           | 神保昌登 | 本田辰雄、長谷川亨雄 門智昭                                       | -                              |
| #6   | キズランダム | 気づいた時にはまた始まっていたという話 | 増田敏彦           | 玉村仁   | 佐々木睦美、山吉一幸 出野喜則、竹森由加 服部憲知                  | -                              |
| #7   | キズランダム | バラバラと崩れる                       | 西田正義           | 平田豊   | 渡辺亜彩美                                                        | -                              |
| #8   | キズランダム | そして誰もいなくなった                 | 金崎貴臣           | 山口頼房 | 堤谷典子、本田辰雄 丸山修二、服部憲知 長谷川亨雄                  | -                              |
| #9   | キズランダム | 止まらない止まらない止まらない         | 阿部記之           | 永岡智佳 | 井嶋けい子、滝本祥子 木下ゆうき                                   | -                              |
| #10  | キズランダム | それを言葉にするということ             | 二瓶勇一           | 福多潤   | 服部憲知、本田辰雄 竹森由加、大島美和                             | -                              |
| #11  | カコランダム | 気づきを与えられて始まったという話     | 佐山聖子           | 玉村仁   | 寺尾憲治、山吉一幸 丸山修二、松浦里美 長谷川亨雄、出野喜則 高橋賢 | -                              |
| #12  | カコランダム | 雪降る街へ                             | イシグロキョウヘイ | 平田豊   | 佐々木睦美                                                        | -                              |
| #13  | カコランダム | この五人がいれば                       | 島津裕行           | 山口頼房 | 野田めぐみ、山吉一幸 新井博慧、本田辰雄 服部憲知                  | -                              |
| #14  | ミチランダム | 壊れてゆく日々                         | 山本秀世           | 玉村仁   | 佐藤麻里那、本田辰雄 山吉一幸                                     | -                              |
| #15  | ミチランダム | なにも見えてない なにもわかってない    | 黒川智之           | 永岡智佳 | 野田康行、滝本祥子                                                | -                              |
| #16  | ミチランダム | 覚悟と氷解                             | 金崎貴臣           | 黒川智之 | 堤谷典子                                                          | -                              |
| #17  | ミチランダム | 心をつないで                           | 二瓶勇一           | 福多潤   | 山吉一幸、本田辰雄 竹森由加、新井博慧                             | -                              |

### 放送局
| 放送地域   | 放送局             | 放送期間                | 放送日時                       | 放送系列       | 備考             |
| ---------- | ------------------ | ----------------------- | ------------------------------ | -------------- | ---------------- |
| 神奈川県   | tvk                | 2012年7月8日 - 9月30日  | 日曜 0:30 - 1:00（土曜深夜）   | 独立局         |                  |
| 東京都     | TOKYO MX           | 2012年7月8日 - 9月30日  | 日曜 1:00 - 1:30（土曜深夜）   | 独立局         |                  |
| 千葉県     | チバテレビ         | 2012年7月8日 - 9月30日  | 日曜 23:30 - 24:00（土曜深夜） | 独立局         |                  |
| 埼玉県     | テレ玉             | 2012年7月9日 - 10月1日  | 月曜 1:30 - 2:00（土曜深夜）   | 独立局         |                  |
| 愛知県     | テレビ愛知         | 2012年7月10日 - 10月2日 | 火曜 2:00 - 2:30（月曜深夜）   | テレビ東京系列 |                  |
| 近畿広域圏 | 毎日放送           | 2012年7月10日 - 10月2日 | 火曜 2:20 - 2:50（月曜深夜）   | TBS系列        |                  |
| 日本全域   | AT-X               | 2012年7月12日 - 10月4日 | 木曜 10:00 - 10:30             | CS放送         | リピート放送あり |
| 日本全域   | BS11               | 2012年7月13日 - 10月5日 | 金曜 23:30 - 24:00             | BS放送         | ANIME+枠         |
| 日本全域   | バンダイチャンネル | 2012年7月13日 - 10月5日 | 金曜 24:00 更新                | ネット配信     |                  |
| 日本全域   | ビデオマーケット   | 2012年7月13日 - 10月5日 | 金曜 24:30 更新                | ネット配信     |                  |
| 日本全域   | ニコニコ生放送     | 2012年7月13日 - 10月5日 | 金曜 24:30 - 25:00             | ネット配信     |                  |
| 日本全域   | ニコニコチャンネル | 2012年7月13日 - 10月5日 | 金曜 25:00 更新                | ネット配信     |                  |
| 日本全域   | ShowTime           | 2012年7月17日 - 10月9日 | 月曜 12:00 更新                | ネット配信     |                  |

### BD / DVD
| 巻 | サブタイトル    | 発売日         | 収録話          | 規格品番   | 規格品番  |
| 巻 | サブタイトル    | 発売日         | 収録話          | BD         | DVD       |
| -- | --------------- | -------------- | --------------- | ---------- | --------- |
| 1  | ヒトランダム 上 | 2012年10月24日 | 第1話 - 第2話   | KIXA-90207 | KIBA-1979 |
| 2  | ヒトランダム 下 | 2012年11月21日 | 第3話 - 第5話   | KIXA-90208 | KIBA-1980 |
| 3  | キズランダム 上 | 2012年12月26日 | 第6話 - 第7話   | KIXA-90209 | KIBA-1981 |
| 4  | キズランダム 下 | 2013年1月23日  | 第8話 - 第10話  | KIXA-90210 | KIBA-1982 |
| 5  | カコランダム    | 2013年2月27日  | 第11話 - 第13話 | KIXA-90211 | KIBA-1983 |
| 6  | ミチランダム 上 | 2013年3月27日  | 第14話 - 第15話 | KIXA-90212 | KIBA-1984 |
| 7  | ミチランダム 下 | 2013年4月24日  | 第16話 - 第17話 | KIXA-90213 | KIBA-1985 |

## ゲーム
PSP用ソフト『ココロコネクト ヨチランダム』が2012年11月22日にバンダイナムコゲームスから発売された。
原作における1巻（“ヒトランダム”編）と2巻（“キズランダム”編）の間に起こったゲームオリジナル異常現象その1.5“ヨチランダム”（未来予知）にともなう、文研部々員たちの物語をアドベンチャーゲーム形式でプレイする。
キャラクターのCGがアニメーションするD.D.T (Dynamic Drama Transition)、登場人物の視点が変わることによって物語が分岐する五角形（ペンタゴン）ビューシナリオといったシステムを搭載している。
当初主題歌に「future indications」が起用される予定であったが収録見送りとなっている。

## WEBラジオ
ココロコネクト 文研新聞〜ラジオ版〜
2012年7月6日から2013年3月29日まで、HiBiKi Radio Stationで配信されたラジオ番組。隔週金曜日配信。諸事情により、2012年8月31日で配信停止となったが、9月14日から再開された。
パーソナリティ
- 金元寿子（桐山唯 役）
- 寺島拓篤（青木義文 役）

ゲスト
- vol.1 新規録りおろし 沢城みゆき（稲葉姫子 役）
- vol.2 新規録りおろし 水島大宙（八重樫太一 役）

関連商品
| Vol                                          | 発売日                                       | 収録内容                                     |                                              |
| 「号外!ココロコネクト 文研新聞〜ラジオ版〜」 | 「号外!ココロコネクト 文研新聞〜ラジオ版〜」 | 「号外!ココロコネクト 文研新聞〜ラジオ版〜」 | 「号外!ココロコネクト 文研新聞〜ラジオ版〜」 |
| -------------------------------------------- | -------------------------------------------- | -------------------------------------------- | -------------------------------------------- |
| 1                                            | 2012年9月26日                                | 新規録り下ろしSP+通常配信回／#1〜#2          |                                              |
| 2                                            | 2013年3月27日                                | 新規録り下ろしSP+通常配信回／#3〜#7          |                                              |

## その他

### アバターガチャ
テレビアニメ化に伴ってMobageにアバター衣装用のコインガチャが登場した。

### トレーディングカードゲーム
- ムービックとエンスカイから発売されているトレーディングカードゲームプレシャスメモリーズに作品が参加している。
- 前述（#テレビアニメの節）の通り『戦国大戦 -1582 日輪、本能寺より出づる-』にて豊臣家のSS甲斐姫（桐山唯）、SSまつ（稲葉姫子）、EXまつ（永瀬伊織）として参加しているが、カードの入手は1582が稼働している間のみとなる。EXねねに関してはDVDムック「戦国大戦界 大生祭」の付録。